# Trachinops noarlungae
Trachinops noarlungae és una espècie de peix de la família Plesiopidae i de l'ordre dels perciformes.

## Morfologia
Els mascles poden assolir els 15 cm de longitud total.

## Distribució geogràfica
Es troba al sud d'Austràlia (des d'Austràlia Occidental fins a Austràlia Meridional).